# Vasaorden
Vasaorden (VO, ursprungligen stavat Wasaorden), officiellt Kungliga Vasaorden, är en svensk kunglig orden. Den instiftades av Gustav III den 29 maj 1772, vid hans kröning, avsedd att belöna förtjänster inom de områden där Svärdsorden och Nordstjärneorden inte kunde komma ifråga.
Orden var sedan ordensreformen 1975 vilande. I maj 2018 meddelade dock sex ledamöter i Konstitutionsutskottet att ordensväsendet skulle ses över, att svenska medborgare återigen skulle kunna förlänas svenska ordnar, och att tilldelningar av utmärkelser inom Vasaorden skulle återupptas. Konstitutionsutskottets betänkande 2021/22:KU39 kom 9 juni 2022, och den 15 juni 2022 fattade riksdagen beslut om att återinföra ordensväsendet. Detta innebar att förlänandet av Vasaorden till svenska medborgare återinfördes 1 februari 2023.
Till orden hör Vasamedaljen och Vasatecknet.

## Historia
Orden tillkom som åminnelse av Gustav Vasa och har fem grader. När en präst eller en kvinna belönas med Vasaorden kallas han eller hon inte riddare, utan ledamot av Vasaorden, precis som för övriga svenska riddarordnar. Orden var dessutom fri i det att den för sin tid var mycket demokratisk. Den kunde utdelas till vem som helst, utan hänsyn till klass och börd, alltså även till icke adelsmän.
Konungen utdelade graderna allt efter förtjänst. Somliga grader var dock belagda med avgift, men de kunde inte köpas, utan bara erhållas. För de stora korset erlades 800 daler silvermynt, för kommendörer 400 daler silvermynt medan riddarna var befriade från avgiften. Den femte paragrafen stadgade att ”Denna Ordens Riddare skola Femtio vara samt dessutom Sex stora Kors och Åtta Commendeurer, Konungen och Ordens-Cantzleren inbegripne.”
Ordens första ledamöter (riddare och kommendörer) dubbades i Kungliga slottskapellet den 17 juli 1772; de var 43 till antalet, varav 14 var ledamöter av Vetenskapsakademien.

## Insignier[2]
- Kedjan består av fyra vasakärvar, fyra nässelblad och tolv krönta sköldar med lilla riksvapnet på. Varje sköld har två merkuriusstavar och två ymnighetshorn. Nässelbladen anspelar på att stiftarens far, konung Adolf Fredrik härstammar från Holstein.
- Kraschanen finns i två modeller. Storkorskraschanen består av ett malteserkors i silver med nässelblad i korsvinklarna, i korsets mitt finns en vase i silver. Kommendörskraschanen är likadan, men saknar nässelbladen.
- Ordenstecknet är ett vitt malteserkors i emalj med kronor i korsvinklarna. I mitten finns en gyllene vase på en blå oval omgiven av en röd som bär texten "Konung Gustaf III ins. MDCCLXXII" och samma innehåll på reversen. Det ursprungliga ordenstecknet var en vase i en oval medaljong allmänt kallad "vasatrissan", vilken 1860 placerades som mittglob i ett åttaflikigt malteserkors.
- Ordensbandet - Ordensband i grönt, merkantilismens, manufakturismens och lantbrukets färg.

### Vid mottagares död
När en mottagare av Vasaorden dör, skall ordenstecken samt eventuell kedja, i enlighet med ordens statuter, återsändas till skattmästaren vid Kungl. Maj:ts Orden, då de inte är personlig egendom utan bara nyttjas under innehavarens livstid.

### Briljanterade ordenstecken

Carl Fredrik Fredenheim iklädd lilla serafimerdräkten, med Vasaordens kommendörstecken i briljanter runt halsen.

En person kunde i vissa, sällsynta fall förlänas med en briljanterad orden.
Vanligtvis inträffade detta om personen gjort kungen eller kungafamiljen något personligt.
Till skillnad mot de ordinarie ordenstecknen så hade de briljanterade ordenstecknen en särställning dels var ordenstecknen personlig egendom och behövde inte återsändas till kungen vid innehavarens död dels skulle innehavaren även bära de lägre graderna trots att en högre tilldelats.

### Mottagare av briljanterade ordenstecken
- Alexander Roslin, kommendör med briljanter.[6]
- Johan Collett, kommendör med briljanter.
- Carl Fredrik Fredenheim, kommendör med briljanter.
- Johan Claes Lagersvärd, kommendör med briljanter.
- Israel af Ström, riddare med briljanter, 1829.
- Gustaf Lychou, riddare med briljanter, 1832.
- Sven Adolf Norling, riddare med briljanter, 1856.
- Fritz Wästfelt, riddare med briljanter, 1858.
- Nils Ericson, kommendör med stora korset med briljanter, 4 november 1862.[7]
- Georg Wolfgang von Francken, riddare med briljanter, 1868.
- Carl Johan Dyfverman, riddare med briljanter, 1890.
- Sven Hedin, kommendör av första klass med briljanter, 16 januari 1909.[8]
- Nils Rudebeck, kommendör med stora korset med briljanter.

## Grader
Vasaorden har sedan 1889 fem klasser. Kvinnor och präster sågs traditionellt inte som "stridande" och kallades således inte riddare, utan istället Ledamot av andliga ståndet för präster och Ledamot för kvinnor.
| Ordenstecken | Kraschan | Kedja | Ordensgrad                           | Tillkomst                                    | Anmärkning |
| ------------ | -------- | ----- | ------------------------------------ | -------------------------------------------- | ---------- |
|              |          |       | Kommendör med stora korset (KmstkVO) | 1772                                         |            |
|              |          |       | Kommendör av 1. klass (KVO1kl)       | 1873                                         |            |
|              |          |       | Kommendör (KVO)                      | 1772 som kommendör. 1873 kommendör 2. klass. |            |
|              |          |       | Riddare av 1. klass (RVO1kl)         | 1772 som Riddare. 1889 som Riddare 1. klass. |            |
|              |          |       | Riddare (RVO)                        | 1889                                         |            |

- Kommendör med stora korset (KmstkVO) - Bär det stora ordenstecknet i band över höger axel och storkorskraschan på vänster bröst.
- Kommendör av första klassen (KVO1kl) - Bär det stora ordenstecknet i band om halsen och kommendörskraschan på vänster bröst.
- Kommendör (KVO) - Bär det stora ordenstecknet i band om halsen.
- Riddare/ledamot av första klassen (RVO1kl/LVO1kl) - Bär det lilla ordenstecknet i guld i band (rosett för damer) på vänster bröst.
- Riddare/ledamot av andra klassen (RVO2kl/LVO2kl) - Bär det lilla ordenstecknet i silver i band (rosett för damer) på vänster bröst.

Till orden hör även Vasatecknet och Vasamedaljen.

## Ordenshärold

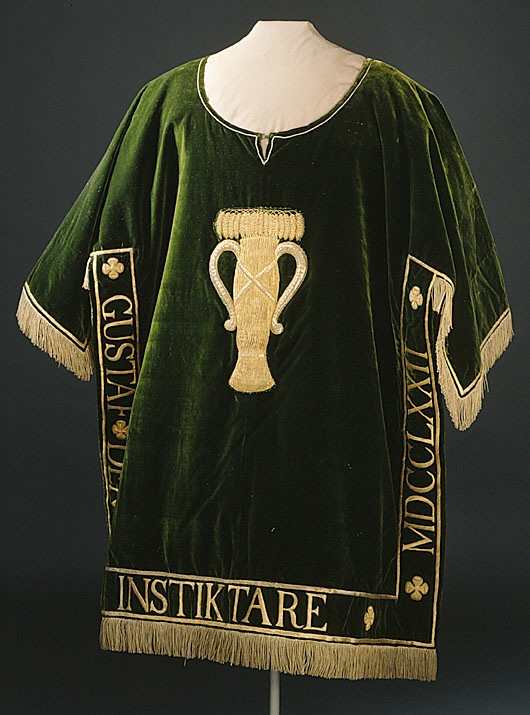
Vasaordens häroldskåpa med ordens härskri på kanten GUSTAF DEN III INSTIKTARE MDCCLXXII samt dess ordenstecken i mitten.

När Sverige införde riddarordnar 1748 blev endast en härold för Serafimerorden utsedd, det dröjde till 1785 innan de andra ordnarna fick sina egna härolder. Härolderna bar speciella häroldskåpor och bar alltid den egna ordens ordenstecken på bröstet (se bild nedan). Ämbetet som Vasaordens härolder var obesatt från 1872, och Vasaordens härolder avskaffades genom 1952 års ordensstadga. Serafimerordens härolder tillsammans med den av Gustaf III redan 1780 införda rikshärolden, som även fungerade som härold för Kungl. Maj:ts orden, fanns kvar till Ordensreformen 1974.

## Ordensdräkt

Vasaordens ordensdräkt från ca 1820.

De svenska riddarordnarna hade alla ordensdräkter, som de som uppnått kommendörsgrad kunde bära. En av de sista officiella gångerna som ordendräkt bars var vid Oscar I:s kröning 1844. Vasaordens dräkt var i grön sammet, med vita detaljer, och över axlarna bars en slängkappa i grönt siden med kanter och foder i vitt siden. Runt livet bars ett skärp i vitt siden med bullioner (tofsar) i guld längs ytterkanterna. Hela dräkten hade samma snitt som den Nationella dräkten som instiftades av Gustaf III 1778.

## Bilder

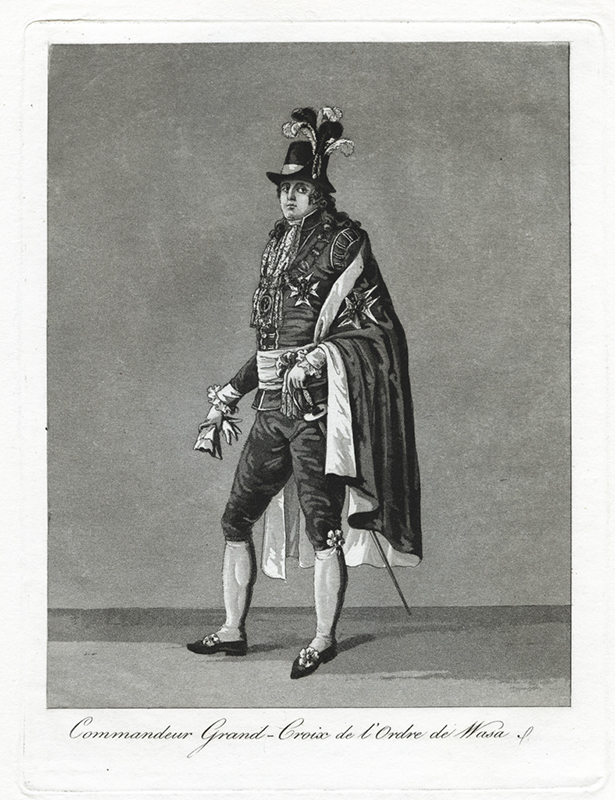
Dräkt för kommendör med stora korset av Vasaorden.
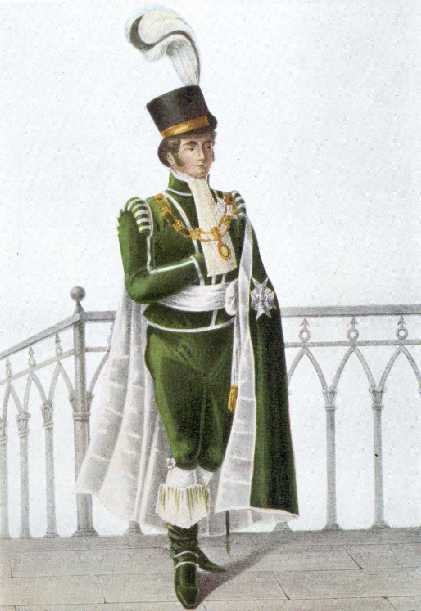
Vasaordens dräkt.
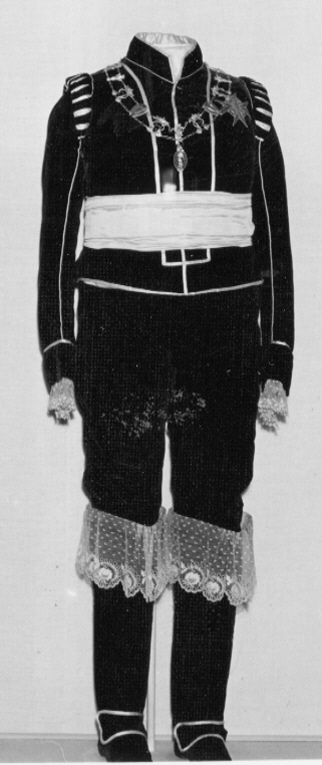
Vasaordens ordensdräkt.
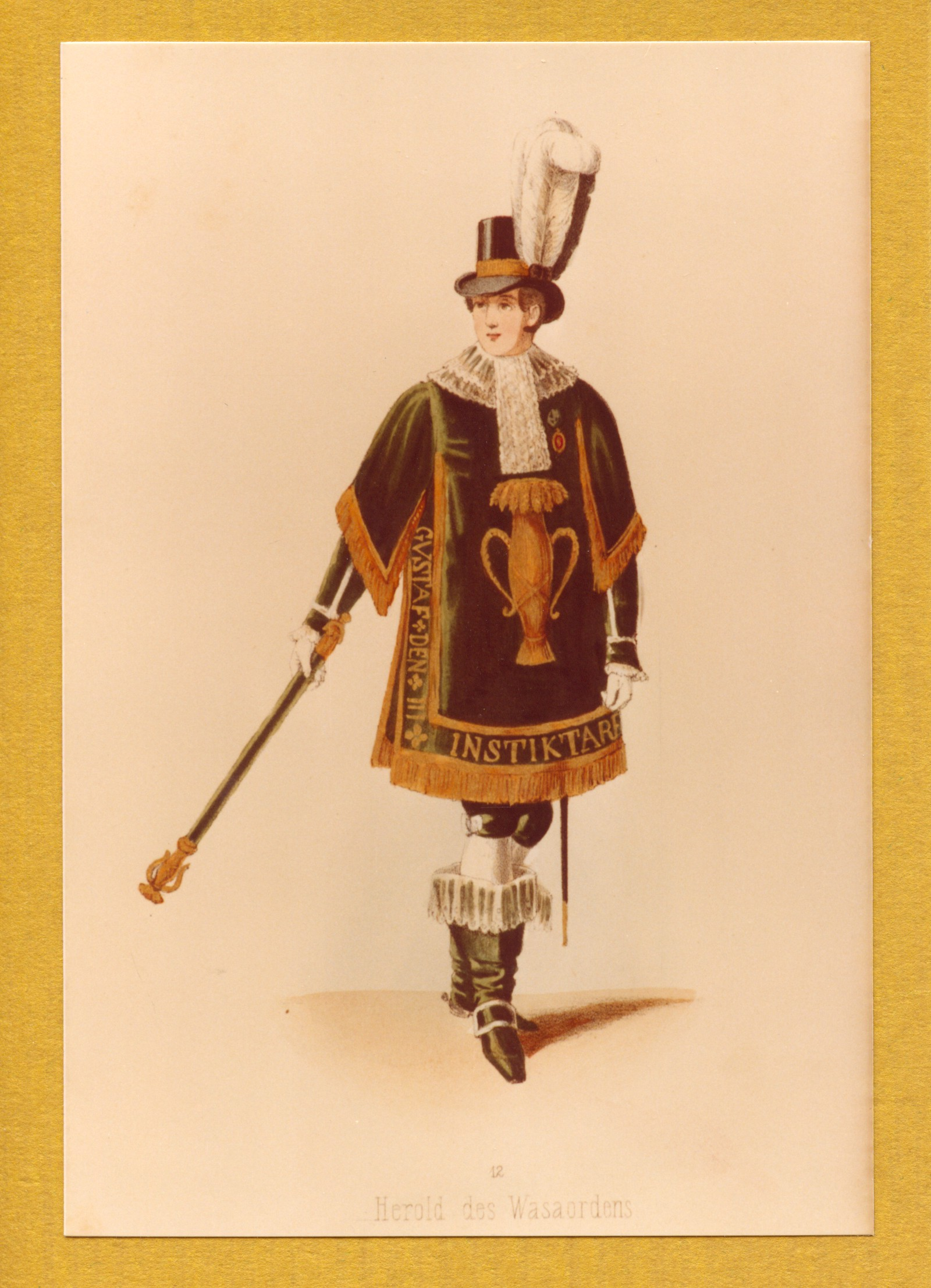
Vasaordens härold vid Oscar I:s kröning 1844.
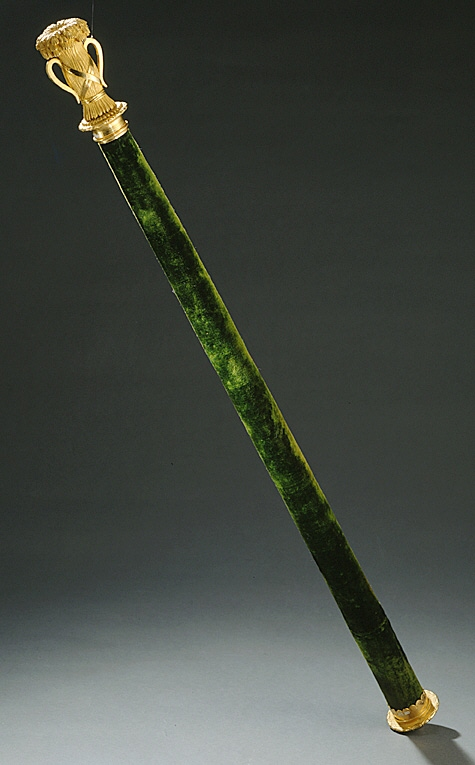
Vasaordens häroldsstav.
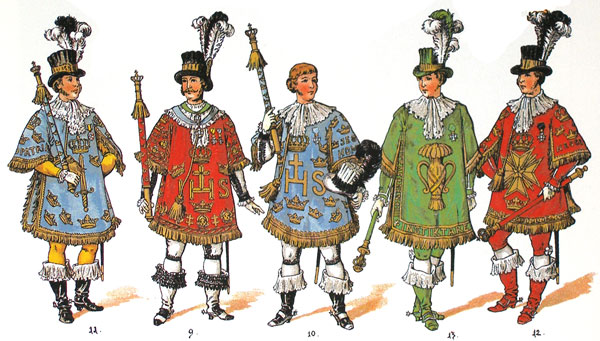
Vasaordens härold syns som nummer två från höger.
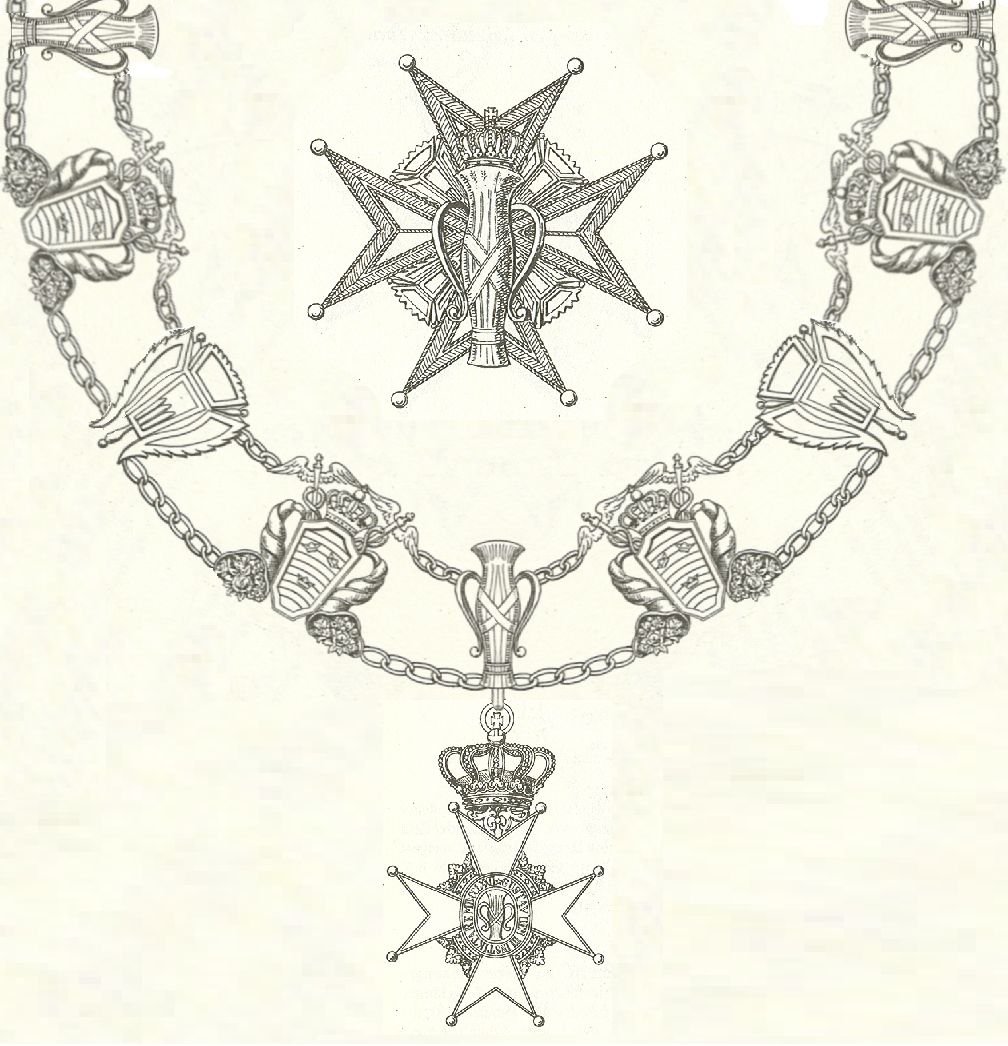
Vasaordens storkorskraschan och kedja.
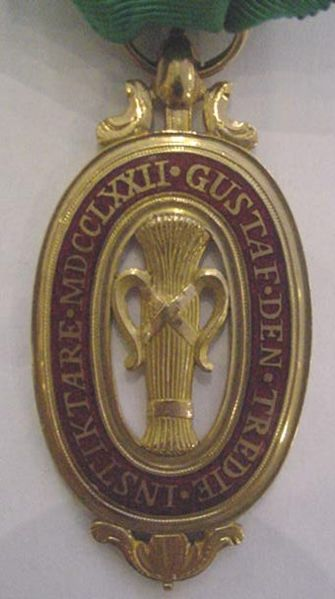
Det ursprungliga ordenstecknet (1772–1860), efter sitt utseende populärt kallat ”Vasatrissan”.
Briljanterat ordenstecken
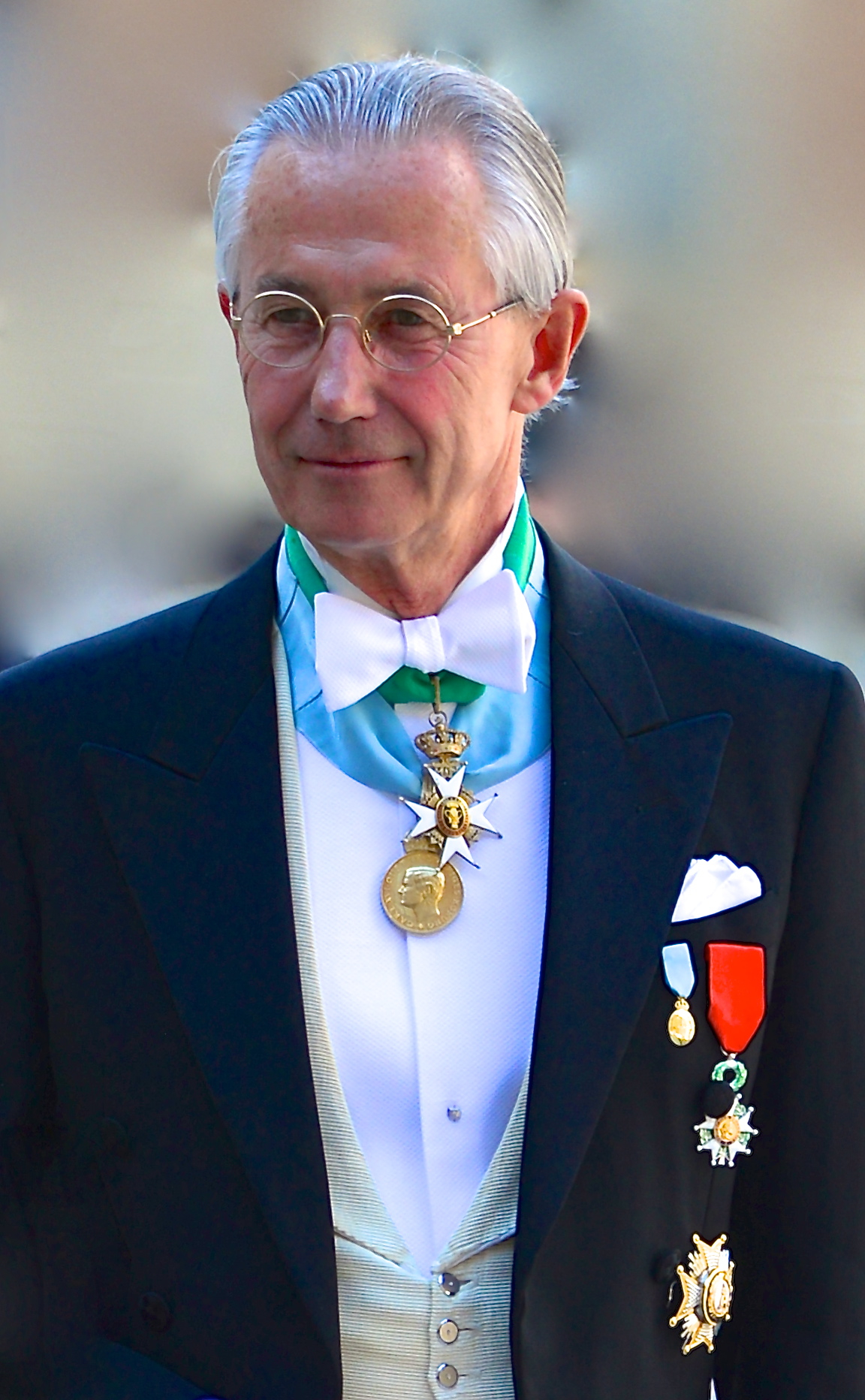
Tord Magnuson med kommendörstecknet av Vasaorden runt halsen i grönt band.

## Mottagare (urval)
| År           | Namn                                                                                         | Yrke |
| ------------ | -------------------------------------------------------------------------------------------- | --- |
| 1772         | Victor Riquetti, marquis de Mirabeau                                                         | Fransk ekonom och politiker. Utnämnd till Kommendör med stora korset av Gustav III. |
| 1774         | Pierre Samuel Du Pont de Nemours                                                             | Fransk nationalekonom och politiker. Utnämnd till Riddare av Vasaorden av Gustav III. |
| 1782         | Johan Tobias Sergel                                                                          | Skulptör. Utnämnd till Riddare av Vasaorden av Gustav III. |
| 1799         | Charles Apelquist                                                                            | Överstelöjtnant Mekanikus, uppfinnare och industriman och ledamot av Konstakademien. Han är kanske främst känd för att han göt den av Sergel skapade statyn av Gustav III på Skeppsbron i Stockholm.                           |
| 1823         | Carl Johan Ekströmer                                                                         | Läkare och politiker LFS 1823; RVO 1826; LVA 1827 (preses 1837–38); RNO 1832, i briljanter 1844; LVVS 1833; LLA 1836; KVO 1842; KDDO 1847; KmstkVO 1853; Karl Johans medaljen 1855.                                            |
| 1853         | Nils Clausén                                                                                 | Verksägare och hovkamrerare |
| 1858         | Nils Almlöf                                                                                  | Skådespelare, RVO 2 november 1858 |
| 1864         | Erik Daniel Grape                                                                            | Rådman och politiker. |
| 1871         | Gustaf Arvid Lilliehöök                                                                      | Disponent vid Hofors bruk, RVO 30 augusti 1871, KVO 1 dec. 1900 |
| 1872         | Algernon Börtzell (tilldelades både Vasa- och Nordstjärneorden, vilket var ytterst sällsynt) | Hovintendent, föreståndare för Riksbankens sedeltryckeri, föreståndare Generalstabens litografiska tryckeri-Börtzells tryckeri, aktuarie Sveriges geologiska undersökning med mera. 1872 RVO, 1894 RNO, 1897 KVO, 1901 KVO1kl. |
|              | Henry Bucher                                                                                 | Norsk arkitekt |
| 1896         | John Börjeson                                                                                | Skulptör, KVO1kl 1896 |
| 1913         | Oscar Cassel                                                                                 | Borgmästare, RVO1kl 1913, RNO1kl 1924 |
| 1918         | Albion Örtengren                                                                             | Skådespelare, RVO 6 juni 1918 |
| 1927         | Knut R. Stanler                                                                              | Överstelöjtnant och företagsledare, RVO1kl. |
| 1932         | Sven Johan Ögrim                                                                             | Kommendör i Frälsningsarmén |
| 1933         | Carl Browallius                                                                              | Skådespelare |
| 1937         | Sven Fredén                                                                                  | Kyrkoherde i Övre Ulleruds församling, LVO |
| 1938         | Franz von Papen                                                                              | Tysk adelsman, politiker, diplomat och militär, KmstkVO |
|              | Erik af Klint                                                                                | Viceamiral, ledamot av Kungliga Krigsvetenskapsakademien, kabinettskammarherre. Brorson och arvtagare till konstnären Hilma af Klint, grundade Stiftelsen Hilma af Klints Verk.                                                |
| 1939         | Birger Nordholm                                                                              | Turistchef, RVO |
| 1941         | Yngve Larsson                                                                                | Politiker. KVO1kl 6 juni 1941. |
| 1943         | Max Hansen                                                                                   | Skådespelare. RVO1kl 26 mars 1943. |
| 1944         | Olof Molander                                                                                | Regissör och Dramatenchef, KVO 15 nov 1944. |
| 1947         | Sixten Wohlfahrt                                                                             | Överingenjör och stålverkschef, senare ståthållare inom Kungliga hovstaterna 1963–1977. RVO 1947, KVO 1957. |
| 1950         | Ludde Gentzel                                                                                | Skådespelare. RVO1kl 6 juni 1950. |
| 1956         | Bror Algot Clausén                                                                           | Hemmansägare KVO1 30 juli 1956 |
| 1957         | Arne Cassel                                                                                  | Konstnär, RVO1kl |
| 1957         | Hans Mott                                                                                    | Ingenjör och företagsledare, KVO 6 juni 1957 |
| 1958         | Sigge Bergman                                                                                | Idrottsledare, RVO 1954, KVO 1958 |
| 1962         | Karl-Erik Hedborg                                                                            | Generalkonsul och ingenjör KVO1kl. 1962 |
| 1968         | Gunnar Widegren                                                                              | Generalkonsul och ingenjör (VD Atlas Copco) KVO1kl. 1968 |
| 1972         | Käbi Laretei                                                                                 | Konsertpianist, LVO |
|              | Tord Magnusson                                                                               | Generalkonsul, Prinsessan Christinas make, KVO |
| 1974         | Birgit Nilsson (tilldelades Vasaorden två gånger)                                            | Hovsångare, RVO1kl1968, KVO1kl. 1974 |
| 1974         | Lewi Pethrus                                                                                 | teologie hedersdoktor, pastor, chefredaktör, LVO |
|              | Carl Fredrik Liljevalch den äldre                                                            | Företagare, RVO |
|              | Hjalmar Lundbohm                                                                             | Ingenjör och geolog |
|              | Axel Petri                                                                                   | Textilhandlare och riksdagsledamot (Första Kammaren) |
|              | Erik von Sydow                                                                               | Professor, Göteborg, RVO |
|              | Alice Trolle-Wachtmeister                                                                    | Grevinna, överhovmästarinna, statsfru och rikslottachef, LVO |
|              | Gustaf Fredrik Östberg                                                                       | Politiker och godsägare |
| 21 mars 2024 | Antonia Ax:son Johnson                                                                       | Direktör Kommendör med stora korset (KmstkVO) |
| 21 mars 2024 | Benny Andersson                                                                              | Artist Kommendör av första klassen (KVO1kl) |
| 21 mars 2024 | Agnetha Fältskog                                                                             | Artist Kommendör av första klassen (KVO1kl) |
| 21 mars 2024 | Anni-Frid Reuss (Lyngstad)                                                                   | Artist Kommendör av första klassen (KVO1kl) |
| 21 mars 2024 | Björn Ulvaeus                                                                                | Artist Kommendör av första klassen (KVO1kl) |
| 21 mars 2024 | Eva Rydberg                                                                                  | Skådespelare Kommendör (KVO) |
| 21 mars 2024 | Bettan Byvald                                                                                | Socionom Riddare av första klassen (RVO1kl) |
| 21 mars 2024 | Thomas Sjöström                                                                              | Affärsområdeschef Riddare (RVO) |